# Heinkel He 118
O Heinkel He 118 foi uma aeronave protótipo construída pela Heinkel, na Alemanha. Um bombardeiro de mergulho, perdeu a oportunidade de entrar em produção ao perder num concurso contra o Junkers Ju 87.